# MV Cape Ray (T-AKR-9679)

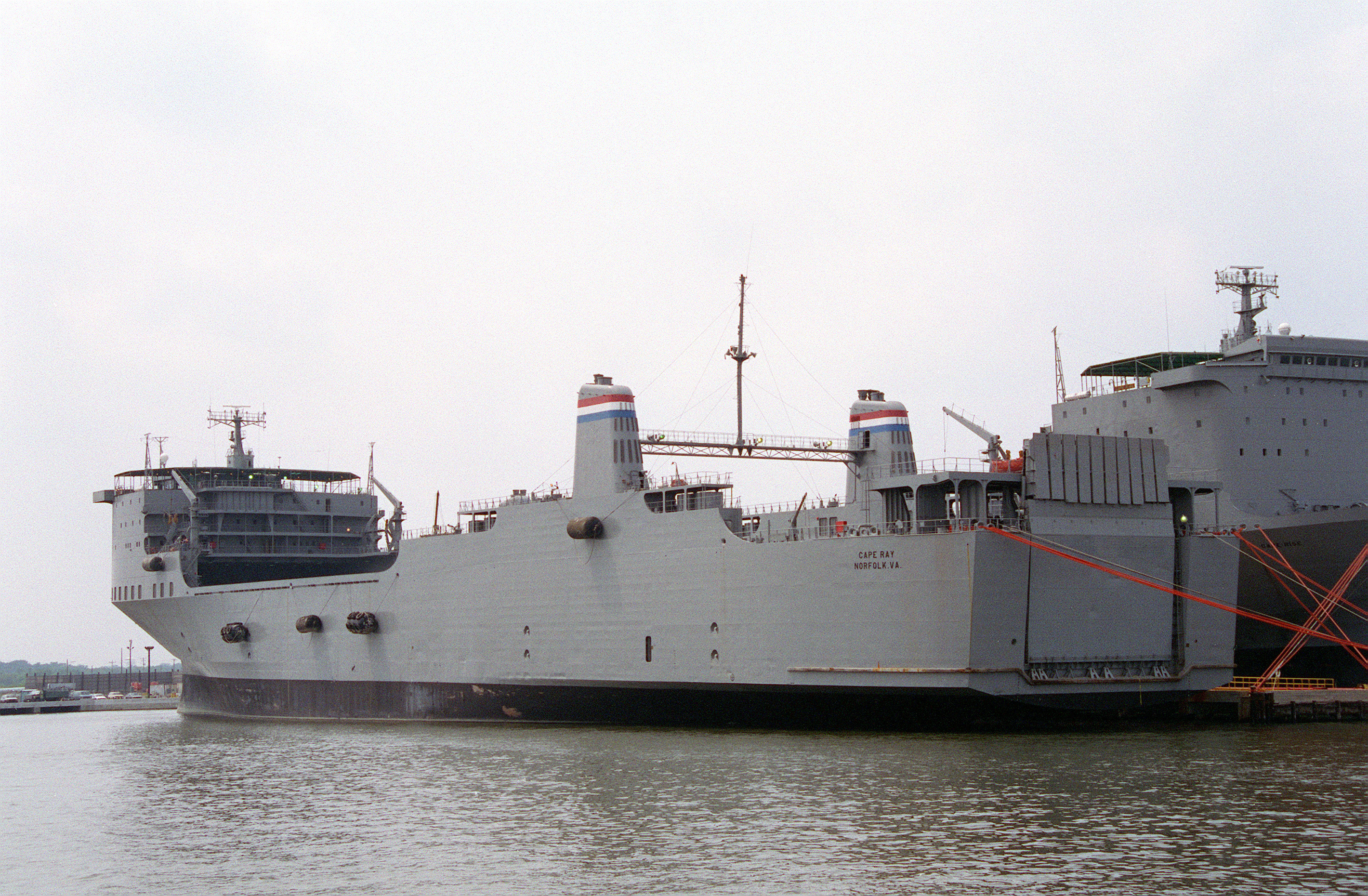
MV Cape Ray (T-AKR-9679).

Le MV Cape Ray (T-AKR-9679) est un navire de transport de la marine des États-Unis, plus précisément dans la Ready Reserve Force.
Il s'agit d'un roulier construit en 1977 au Japon. Il a porté les noms de MV Saudi Makkah et MV Seaspeed Asia avant son achat par la marine américaine en 1994.

## Description
Il est généralement utilisé pour transporter des véhicules dans les zones de guerre pour les États-Unis, mais a connu un coup de projecteur en participant, dans le cadre de la guerre civile syrienne, à la mission de l'Organisation des Nations unies visant à la destruction des armes chimiques du régime syrien,.